# 刚果民主共和国驻华大使馆
刚果民主共和国驻中华人民共和国大使馆（法語：Ambassade de la République démocratique du Congo en République populaire de Chine），简称刚果（金）驻华大使馆，是刚果民主共和国在中华人民共和国的最高外交代表机构。馆址位于中国北京市朝阳区三里屯东五街6号。

## 历史
1961年2月20日，迁都至斯坦利维尔的基赞加政府与中华人民共和国政府建交，并派遣驻华大使。9月18日，因基赞加政府被敌对的蒙博托政府消灭，中华人民共和国政府宣布与刚果共和国（利奥波德维尔）中止外交关系。1972年11月24日，扎伊尔与中华人民共和国外交关系正常化。1977年，扎伊尔驻华大使馆在北京开馆。